# Demétrio (albanês)
Demétrio (em albanês: Demitre) foi um conde albanês nos domínios catalães na Tessália do final do século XIV, durante a latinocracia. Mencionado como de Mitre e lo comte Mitra (uma corruptela de Demétrio) em fontes contemporâneas, foi um chefe albanês sediado no sudeste da Tessália (albaneses migraram para a região em torno de 1320).
Ele podia reunir 1 500 cavaleiros e foi intitulado portador do estandarte real de Aragão como um vassalo de nascimento de Pedro IV (r. 1336–1387). Entre os 18 cavaleiros catalães da área em 1380-1381, ele ocupou o segundo lugar abaixo do conde de Salona e acima do marquês de Bodonitsa. Em um documento de abril de 1381, é listado entre aqueles agraciados por Pedro IV por seus serviços contra a Campanha Navarra em 1379.